# Міжнародний центр молекулярної фізіології НАН України
Міжнародний центр молекулярної фізіології НАН України (МЦМФ НАН України) — наукова установа Відділення біохімії, фізіології і молекулярної біології НАН України, яка існувала в 1991—2016 роках та проводила дослідження з вияснення молекулярних механізмів фізіологічних функцій.

## Історія
За постановою № 327 Президії НАН України від 11.12.1991 року було створено Міжнародний центр молекулярної фізіології НАН України. Метою організації нового центру було сприяння контактам фізіологів України із зарубіжними колегами задля виконання наукових проєктів тимчасовими колективами, створеними на контрактній основі. Ініціатива створення Центру виходила від академіка Платона Костюка, який і став першим директором МЦМФ і був ним до своєї смерті 2010 року.
Задля полегшення візитів іноземних вчених до України в будівлі МЦМФ створено міні-готель для науковців
Заступником директора МЦМФ у 1993-1995 роках був Олексій Верхратський. Починаючи з 1995 року до його закриття  заступником директора був Шуба Ярослав Михайлович[джерело?].

## Структура
До складу МЦМФ станом на 2014—2016 роки входили дослідницькі групи з Києва і Дніпра. Керівниками груп були:
- академік Олег Кришталь
- академік Микола Веселовський
- професор Ярослав Шуба
- професор Світлана Федулова
- професор Нана Войтенко
- д.б.н. Олена Лук'янець
- д.б.н. Сергій Корогод (Дніпро)

У 1998 році на базі МЦМФ було відкрито кафедру Молекулярної та клітинної фізіології ЮНЕСКО, яку очолили академік П. Г. Костюк та лауреат Нобелівської премії з фізіології та медицини 1991 року професор Ервін Неєр. Кафедра організовувала школи, семінари, конференції для молодих науковців у галузі молекулярної і клітинної фізіології.
При МЦМФ існувала аспірантура з біофізики.

## Наукові дослідження
Основні наукові напрямки досліджень:
- молекулярні механізми збудливості нервових клітин
- процеси міжклітинної та внутрішньоклітинної сигналізації
- механізми болю і аналгезії
- молекулярні механізми розвитку патологічних станів нервової системи, пошук шляхів їх корекції
- генетичні і біофізичні основи патогенезу захворювань

У Центрі використовувалися методи молекулярної біології, імунології, електрофізіології, світлової, конфокальної та електронної мікроскопії, математичного моделювання.
Спільні проєкти виконувалися з науковцями США, Канади, Франції, Німеччини, Швеції, Сингапуру, ОАЕ. Співробітники МЦМФ були виконавцями міжнародних наукових проєктів за грантами фондів INTAS, CRDF, Wellcome Trust.

## Закриття
У серпні 2016 року Президією НАН України було прийнято рішення про приєднання Міжнародного центру молекулярної фізіології до Інституту фізіології ім. О. О. Богомольця. Процес приєднання тривав принаймні до квітня 2017 року.

## Відомі науковці МЦМФ
- Платон Костюк
- Олег Кришталь
- Микола Веселовський
- Ярослав Шуба